# Meilenstein (Loitzschütz)

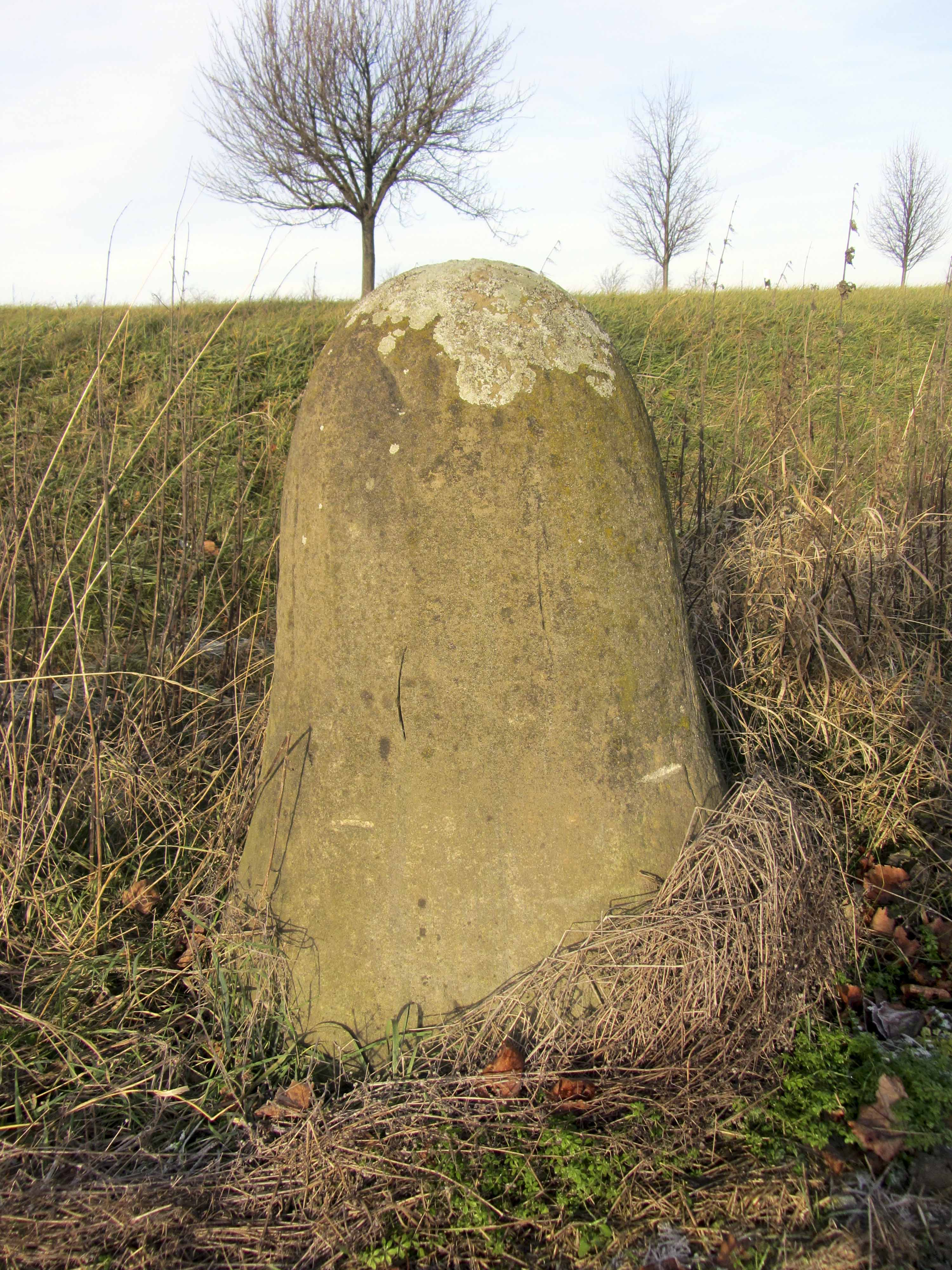
Preußischer Halbmeilenstein bei Loitzschütz

Der Meilenstein bei Loitzschütz ist ein denkmalgeschütztes Kleindenkmal in der Gemeinde Gutenborn im Burgenlandkreis in Sachsen-Anhalt.
Nahe südlich der Kreuzung der Bundesstraße 2 mit der Kreisstraße 2613 (gen Osten) beziehungsweise der Kreisstraße 2218 (gen Westen) steht ein preußischer Halbmeilenstein, eine sogenannte große Glocke. Der Stein befindet sich so weit unterhalb des Straßenniveaus, dass er trotz seiner Höhe von 120 Zentimetern (mit Sockel) von der Straße aus kaum auszumachen ist. Er trägt in einem Oval die Inschrift „1/2 Meile“ und wurde hier am Feldrand nach Straßenarbeiten abgestellt.
Der Halbmeilenstein bei Loitzschütz befindet sich auf halber Strecke zwischen Gera und Zeitz an der alten preußischen Chaussee von Berlin über Halle (Saale) und Weißenfels nach Giebelroth, welches seit dem Wiener Kongress im Jahr 1815, der Preußen größere Teile Sachsens zusprach, letzter Ort nördlich der Grenze zwischen Preußen und Thüringen war. Wir befinden uns hier mehr als 200 Straßenkilometer von Berlin entfernt, was die für damalige Zeiten (1820er Jahre) enorme Leistung im Straßenbau zeigt.
In diesem südlichen Endstück haben sich nur wenige Steine erhalten, die zudem nicht mehr in den richtigen Abständen zueinander stehen. So befindet sich nur 200 Meter südlich der Ganzmeilenstein bei Schellbach. Eine preußische Meile entsprach 7,532 Kilometern. Die Steine müssen also historisch anders zueinander gestanden haben. Das betrifft nicht nur den hierher verbrachten Halbmeilenstein, sondern auch die Ganzmeilenobelisken. Diese wurden scheinbar später nach Weißenfels ausgerichtet, da sie alle um 2,8 Kilometer versetzt stehen und sich dies bis zum Markt der vormaligen Residenzstadt des Herzogtums Sachsen-Weißenfels zurückverfolgen lässt.
Im Denkmalverzeichnis ist der Distanzanzeiger mit der Erfassungsnummer 094 66112 als Kleindenkmal eingetragen.